# Franz Heinrich Meinolph Wilhelm
Franz Heinrich Meinolph Wilhelm (* 5. Oktober 1725 oder 1728 in Niederklein ; † 20. Juli 1794 in Würzburg) war Mediziner, Chemiker und Professor der Julius-Maximilians-Universität Würzburg.
Wilhelm wurde 1752 bei Johannes Vogelmann promoviert. 1767 führte er eine erste Pockenimpfung durch, wahrscheinlich mit Variolation. Nach anderen Angaben erfolgte die erste, von ihm erfolgreich durchgeführte Impfung im Jahr 1786, das dazu beitrug, dass Bayern das erste Flächenland in Deutschland war, in dem ab 1807 diese Schutzimpfung durchgeführt wurde; dies führte dazu, dass dort deutlich weniger Tote zu verzeichnen waren als beispielsweise in Norddeutschland.
Besondere Verdienste erwarb sich Wilhelm, der am Juliusspital als Internist und 1785 erster Professor wirkte. Er las in Deutscher Sprache und unterrichtete nicht mehr nur im Hörsaal, sondern auch am Krankenbett und im anatomischen Präparierraum. „Er setzte einen Umbau des Theatrum anatomicum durch, erkämpfte sich die Bewilligung eines modernen Operationssaales und ließ eine geburtshilfliche Klinik errichten.“

## Schriften
- Historiam Febris Scarlatinae Anno MDCCLXVI. Herbipoli Epidemice Grassantis. Typis Francisci Ernesti Nitribitt, Würzburg [nach 1766] (uni-duesseldorf.de).